# Hello Ladies
Hello Ladies ist eine US-amerikanische Comedyserie, die vom Hauptdarsteller Stephen Merchant mitentwickelt, -geschrieben und -produziert wurde. Die Serie basiert auf Merchants gleichnamiger Stand-up-Comedy. Die Erstausstrahlung fand am 29. September 2013 bei HBO statt. Die deutschsprachige Erstausstrahlung lief ab dem 12. März 2014 bei Sky Atlantic HD. Nach der ersten Staffel wurde die Serie eingestellt, es wurde jedoch ein Film als Abschluss der Serie produziert.

## Handlung
Stuart ist ein englischer Gentleman im kalifornischen Los Angeles, der sein Geld als Manager und Besitzer einer Firma für Webdesign verdient. Seine Suche nach einer attraktiven Partnerin zieht sich wie ein roter Faden durch die gesamte erste Staffel. Stuarts Mitbewohnerin Jessica, die an ihrem Durchbruch als Schauspielerin arbeitet, wird immer wieder in die Geschehnisse verwickelt.
Die Arbeit als Webdesigner spielt auch bei Stuarts Annäherungsversuchen eine wichtige Rolle. In der fünften Folge wird er zum Beispiel von seinem Mitarbeiter (Kyle Mooney) darauf hingewiesen, dass die Firma gerade große Fortschritte bei der CSS-Framework-Integration macht. Diese Information nutzt Stuart sofort, um eine seiner Ladies zu beeindrucken.

## Besetzung
| Schauspieler     | Rollenname         |
| ---------------- | ------------------ |
| Stephen Merchant | Stuart Pritchard   |
| Christine Woods  | Jessica Vanderhoff |
| Nate Torrence    | Wade Bailey        |
| Kevin Weisman    | Kives              |
| Kyle Mooney      | Rory               |

Die Schauspielerinnen Crista Flanagan, Lucy Punch und Sarah Wright sind in Gastrollen zu sehen.

## Musik
Die Titelmusik „Alone Too Long“ stammt vom US-amerikanischen Popmusik-Duo Hall & Oates.